# Kecamatan Baturaden
Kecamatan Baturaden är ett distrikt i Indonesien.   Det ligger i provinsen Jawa Tengah, i den västra delen av landet, 290 km öster om huvudstaden Jakarta.